# Fort William (Calcuta)
Fort William es un fuerte situado en Calcuta (India), construido durante los primeros años de la Presidencia de Bengala de la India británica. Se encuentra en la orilla este del río Hugli, el distributario más importante del río Ganges. Uno de los edificios más antiguos de la época británica de Calcuta, se extiende sobre una superficie de 70.9 hectáreas. El fuerte recibió su nombre en honor al rey Guillermo III de Inglaterra. Frente al fuerte se encuentra el Maidan, el parque más grande de la ciudad. Una sala de guardia interior del fuerte se convirtió el calabozo conocido como «agujero negro de Calcuta».

## Historia

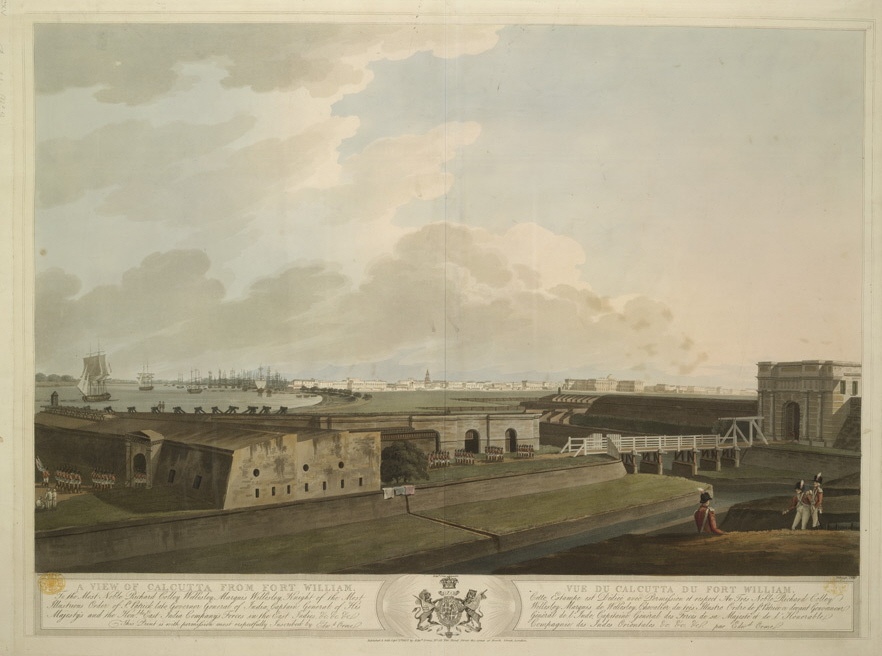
Vista de Calcuta desde Fort William (1807).

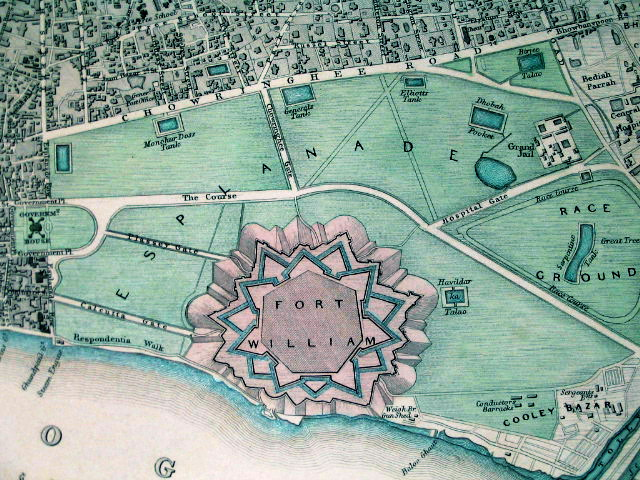
Plano de Fort William, ca. 1844.

Hay dos Fort Williams. El fuerte original fue construido en el año 1696 por la Compañía Británica de las Indias Orientales bajo las órdenes de Sir John Goldsborough, y tardó en completarse una década. El permiso fue concedido por el emperador mogol Aurangzeb. Sir Charles Eyre empezó su construcción cerca de la orilla del río Hugli junto con el bastión sureste y las murallas adyacentes. Recibió su nombre en honor al rey Guillermo III de Inglaterra en 1700. John Beard, el sucesor de Eyre, añadió el bastión noreste en 1701, y en 1702 empezó la construcción del Raj Bhavan en el centro del fuerte. La construcción se completó en 1706. El edificio original tenía dos plantas y dos alas. En 1756, el nabab de Bengala, Siraj ud-Daulah, atacó el fuerte, conquistó temporalmente la ciudad, y cambió su nombre por Alinagar. Esto hizo que los británicos construyeran un nuevo fuerte en el Maidan.
Robert Clive empezó a construir el nuevo fuerte en 1758, tras la batalla de Plassey (1757). Las obras se completaron en 1781 con un coste de aproximadamente dos millones de libras. La zona que rodea el fuerte fue limpiada, y el Maidan se convirtió en el «pulmón de Calcuta». Se extiende unos 3 km en dirección norte-sur y tiene una anchura de aproximadamente 1 km. El antiguo fuerte fue reparado y usado como oficina de aduana a partir de 1766.
En la actualidad, Fort William es propiedad del Ejército de la India. Allí se encuentra la sede del Comando Oriental, con provisiones para alojar hasta a diez mil trabajadores del ejército. El Ejército lo protege fuertemente, y la entrada de civiles está restringida.
Gran parte del Fort William no se ha modificado, pero la iglesia de san Pedro, que servía como centro de capellanía para los ciudadanos británicos de Calcuta, es actualmente una biblioteca para las tropas del cuartel general del Comando Oriental.

## Estructura
El fuerte está construido con ladrillos y mortero y tiene la forma de un octógono irregular con una superficie de 5 km². Cinco de sus lados miran hacia tierra, y tres hacia el río Hugli. El diseño es de estilo traza italiana, apropiado para defenderse ante disparos de cañón, y data de antes de la llegada de las proyectiles explosivos. Un foso seco de 9 m de profundidad y 15 m de anchura rodea el fuerte. El foso puede inundarse pero está diseñado como una zona en la que usar fuego de enfilada contra cualquier atacante que llegara a los muros. Tiene seis puertas: Chowringhee, Plassey, Calcutta, Water Gate, St. Georges y la Treasury Gate. Hay fuertes similares en lugares como Thalassery en Kerala.